# Парно отопление
Парното отопление е система, в която се предава топлинна енергия в дадено съоръжение или сграда чрез топла вода или пара, която циркулира в затворена система и се предава в помещенията за оттопление от радиатори и щрангове. Парното отопление най-често е система, която обхваща една цяла сграда, но може да е локализирано и в по-малки помещения като например отделни апартаменти, където се отоплява от отделен бойлер.
В много държави, особено в Източна Европа, сред които е и България, парното отопление в големите градове е част от топлофикационна система – тоест мрежа подземни тръби, които разпределят гореща вода в радиус от няколко километра. Тази топлина се произвежда в ТЕЦ. Въпреки че тръбопроводът е добре изолиран, малко количество топлина се губи в околната среда преди да достигне в инсталацията на сградите.